# Cacomantis
Genre
Le genre Cacomantis comprend 11 espèces d'oiseaux, des coucous, de l'écozone indomalaise et océanienne, oiseaux de la famille des Cuculidae.

## Liste des espèces
D'après la classification de référence (version 14.2, 2024) du Congrès ornithologique international (ordre phylogénique) :
- Cacomantis castaneiventris – Coucou à poitrine rousse
- Cacomantis flabelliformis – Coucou à éventail
- Cacomantis sonneratii – Coucou de Sonnerat
- Cacomantis merulinus – Coucou plaintif
- Cacomantis passerinus – Coucou à tête grise
- Cacomantis sepulcralis – Coucou à ventre roux
- Cacomantis virescens – Coucou de Brüggeman
- Cacomantis variolosus – Coucou des buissons
- Cacomantis blandus – Coucou de l'Amirauté
- Cacomantis addendus – Coucou des Salomon
- Cacomantis aeruginosus – Coucou de Heinrich